# La Salle-et-Chapelle-Aubry
La Salle-et-Chapelle-Aubry és un municipi francès situat al departament de Maine i Loira i a la regió de País del Loira. L'any 2007 tenia 1.206 habitants.

## Demografia

### Població
El 2017 la població de fet de La Salle-et-Chapelle-Aubry era de 1.331 persones.
Habitants censats